# 英戈·克利福特
英戈·克利福特（德語：Ingo Kliefoth，1940年2月28日—），德国男子赛艇运动员。他曾代表德国参加1962年世界赛艇锦标赛，获得男子八人单桨有舵手金牌。